# Plesionika chwitchii
Plesionika chwitchii is een garnalensoort uit de familie van de Pandalidae. De wetenschappelijke naam van de soort is voor het eerst geldig gepubliceerd in 1978 door Burukovsky.